# Евтухова, Дарья Александровна
Дарья Александровна Евтухова (до 2015 года — Писаренко; род. 22 апреля 1991 года, Тула) — российская волейболистка, нападающая, мастер спорта международного класса.

## Спортивная биография
Дарья Писаренко начинала играть в волейбол в 8 лет и до пятого класса занималась в одной из тульских ДЮСШ, куда будущую спортсменку записала её старшая сестра. Затем поступила в специализированный спортивный класс при команде «Тулица», базировавшийся в средней школе № 72 и начала тренироваться под руководством Валентины Борисовны Касторновой.
В 2007 году выступала за юниорскую сборную России на чемпионате Европы в Брно, но не попала в заявку на чемпионат мира из-за травмы. Летом того же года «Тулица» отказалась от выступлений в Суперлиге, и Писаренко вместе с оставшимися в клубе волейболистками продолжила играть в высшей лиге «Б». В сентябре 2008 года в составе молодёжной команды России Дарья стала серебряным призёром чемпионата Европы в Италии.
С января 2009 года выступала за новоуренгойский «Факел». Если в начале карьеры Писаренко играла в амплуа связующей и диагональной, то в «Факеле» переквалифицировалась в доигровщицу. Летом 2009 и 2010 годов она вызывалась на сборы национальной команды её главным тренером Владимиром Кузюткиным. Перед началом клубного сезона-2010/11 была выбрана капитаном «Факела», по итогам чемпионата России имела лучший показатель среди всех волейболисток по количеству эйсов.
В июле 2011 года Дарья Писаренко в составе студенческой сборной России под руководством Сергея Овчинникова выиграла бронзовую медаль на летней Универсиаде в Шэньчжэне. В сентябре того же года с национальной сборной ездила на Мемориал Агаты Мруз-Ольшевской, но из-за травмы выбыла из числа кандидаток на участие в чемпионате Европы. В 2013 году Дарья привлекалась в национальную сборную Юрием Маричевым, работала на двух сборах, тренировалась с командой во время Гран-при с прицелом выступления на европейском первенстве, но опять по причине травм по ходу обоих сборов вынужденно возвращалась в расположение клуба.
В мае 2014 года подписала контракт с «Уралочкой»-НТМК, в сезоне-2014/15 стала бронзовым призёром чемпионата России и серебряным призёром Кубка вызова, а в сезоне-2015/16 — серебряным призёром чемпионата страны.
С мая 2015 года Дарья Писаренко выступала за вторую и студенческую сборные России под руководством Вадима Панкова, играла на «Монтрё Волей Мастерс», Европейских играх в Баку и завоевала золото на Универсиаде в Кванджу.